# 104020 Heilbronn
104020 Heilbronn è un asteroide della fascia principale. Scoperto nel 2000, presenta un'orbita caratterizzata da un semiasse maggiore pari a 2,8013480 au e da un'eccentricità di 0,1315714, inclinata di 4,44167° rispetto all'eclittica.